# Ковали (Харьковская область)
Ковали (укр. Ковалі) — село, Одноробовский сельский совет, Золочевский район, Харьковская область, Украина.
Код КОАТУУ — 6322684504. Население по переписи 2001 года составляет 145 (67/78 м/ж) человек.

## Географическое положение
Село Ковали находится в 5-и км от реки Уды (правый берег), примыкает к селу Мартыновка, на расстоянии в 2 км расположены сёла Постольное, Петровка, Одноробовка. Рядом с селом проходит железная дорога, ближайшая станция в 2-х км — Снеги. К селу примыкают небольшие лесные массивы (дуб). Рядом с селом проходит автомобильная дорога Т-2103.

## Происхождение названия
Украинское Ковали переводится как Кузнецы.

## История
- 1700 — дата основания.

## Экономика
- Молочно-товарная ферма.